# Piazza Magione
Piazza Magione è una storica piazza di Palermo situata nel quartiere Kalsa.

## Descrizione
La piazza prende il nome dalla Basilica La Magione, ubicato sul lato Sud-Est. Il quartiere, frutto delle lottizzazioni rinascimentali del giardino della Magione, le cui origini sono ascrivibili alla cittadella della Kalsa sotto dinastia fatimida, era stato solo parzialmente danneggiato dagli eventi bellici della seconda guerra mondiale.

## Giovanni Falcone
Prima della demolizione del quartiere  ha vissuto qui la famiglia di Giovanni Falcone. Oggi in questo punto si trova una lapide commemorativa. Da qualche anno la Piazza viene utilizzata per commemorare Giovanni Falcone nella giornata del 23 maggio, anniversario della strage di Capaci del 1992, dato che il magistrato nacque e trascorse la sua infanzia in questo quartiere.

## Itinerari e storia
Dalle vicissitudini progettuali relative al percorso della cosiddetta via del Porto, che l'aspetto di quei luoghi iniziò a cambiare profondamente. 
Secondo le previsioni del piano urbanistico tale percorso stradale, partendo dalla Cala, doveva proseguire attraverso piazza Marina e da qui, aprendosi un varco tramite sventramenti del tessuto urbano antico giungere fino a via Lincoln per poi proseguire attraverso l'Orto botanico, fino all'Oreto per poi scavalcarlo.
Nonostante l'avvio dei lavori in corrispondenza della Cala, la cui tela edilizia fra la Chiesa di Santa Maria di Porto Salvo e la via dei Cassari, risparmiata dalle bombe, fu abbattuta proprio per consentire l'accesso della via del Porto sulla Piazza Marina, ancora nel 1954-55 l'assetto urbanistico generale dell'area dell'attuale cosiddetta “Piazza Magione” risultava quello pre-bellico, con la maggior parte degli isolati e della viabilità ancora in situ.
Le demolizioni che risultavano ancora non completate nel 1968, si arenarono poco dopo di fronte al Convento della Sapienza (oggi al centro della “piazza”, tanto che propriamente si dovrebbe dire “Piazza della Sapienza”) in prossimità del quale si interruppe la realizzazione del tratto stradale pavimentato a sanpietrini che fino alla fine degli anni novanta rimase ad indicare, sui luoghi, il tracciato previsto della via del Porto. Cancellata dalle previsioni urbanistiche a seguito dell'approvazione del Piano Particolareggiato del Centro Storico (Leonardo Benevolo, Pier Luigi Cervellati ed Italo Insolera) le ultime tracce della strada furono smantellate in concomitanza con i lavori avviati per la Conferenza ONU sulla criminalità organizzata transnazionale avvenuta a Palermo nel 2000.
In tale occasione, sotto uno strato di riempimento dovuto al crollo ed allo spianamento da parte del Comune dei fabbricati del quartiere, furono rinvenuti i tracciati viari rinascimentali con le ottocentesche pavimentazioni ad acciottolato che furono recuperati e servirono a delimitare gli originari isolati che furono riempiti da prati. che incardinano ancora l'attuale assetto dei luoghi.